# Direito das obrigações
O Direito das Obrigações é um ramo do Direito Privado, sob o sistema jurídico do direito continental e os designados sistemas jurídicos mistos. É o conjunto de normas que organiza e regula os direitos e deveres que surgem entre os indivíduos. Os direitos e deveres específicos são denominados obrigações, sendo que esta área do direito trata da sua criação, efeitos e extinção.

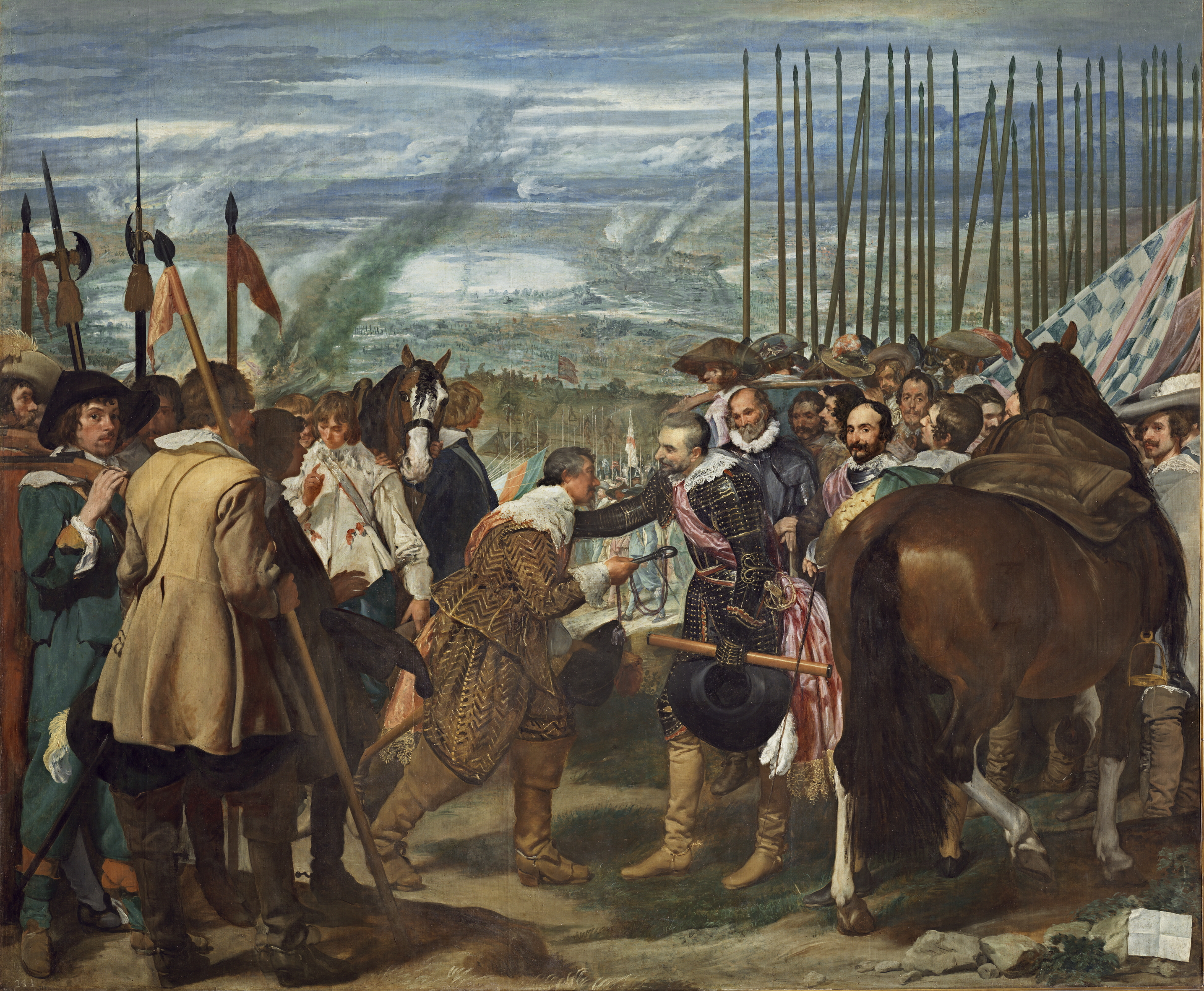
A entrega da coisa é um requisito essencial para a perfeição dos contratos reais em Direito das Obrigações. Por vezes, a entrega pode ser meramente simbólica e pode considerar-se cumprida pela entrega de algum símbolo que, por si só, seja prova de posse. Isto ocorre, por exemplo, com a entrega da chave da porta de uma caixa forte ou de um castelo, possuídos. Na imagem, a pintura — da autoria do pintor espanhol Diego Velázquez — intitulada "A Rendição de Breda" (1635) oferece a prova da rendição simbólica da cidade de Breda (no sul dos atuais Países Baixos) através da entrega da chave da porta da fortificação da cidade.

Uma obrigação é um vínculo jurídico (vinculum iuris) pelo qual uma ou mais partes (obrigantes) são obrigadas a agir ou a abster-se de agir. Uma obrigação impõe, portanto, ao obrigado (devedor) o dever de cumprir e, simultaneamente, cria um direito correspondente recíproco (sinalagma) de exigir o cumprimento por parte do obrigatário (credor) a quem o cumprimento deve ser oferecido.

## História
A palavra deriva originalmente do latim "obligare", que vem da raiz "lig", que sugere estar ligado, como se está a Deus, por exemplo, em "re-ligio". Este termo surge pela primeira vez na peça de teatro Truculentus, do dramaturgo romano Tito Mácio Plauto, no verso 214.
As obrigações não faziam originalmente parte do Direito Romano, que se referia principalmente a questões de sucessão, propriedade e relações familiares. Surgiu como solução para uma lacuna no sistema, quando uma parte cometia um ilícito contra outra. Estas situações eram originalmente regidas por um direito consuetudinário básico de vingança. Esta situação indesejável acabou por se desenvolver num sistema de responsabilidade civil em que as pessoas eram inicialmente encorajadas e depois essencialmente forçadas a aceitar uma compensação monetária do infractor ou da sua família, em vez de procurarem vingança. Isto assinalou uma importante mudança no direito, afastando-se da vingança e caminhando para a compensação. O Estado apoiou este esforço uniformizando os valores para determinados ilícitos. Assim, a forma mais antiga do Direito das Obrigações deriva do que hoje designaríamos por Delito.
No entanto, a responsabilidade sob esta forma não incluía ainda a ideia de que o obrigado (devedor) "devia" uma indemnização pecuniária ao obrigatário (credor); era apenas um meio de evitar a punição. Se o obrigado (devedor) ou a sua família não tivessem capacidade para pagar, as regras antigas ainda se aplicavam, conforme delineadas na Lei das Doze Tábuas, especificamente a Tábua III. Esta secção, por mais severa que nos possa parecer, foi originalmente elaborada como um meio de proteger os obrigados (devedores) dos abusos excessivos dos obrigatários (credores).

## Definição
O imperador romano Justiniano I define em primeiro lugar uma obrigação (obligatio) nas suas Institutas (Institutiones), Livro 3, Secção 13, como "um vínculo jurídico a que estamos obrigados pela necessidade de praticar algum ato de acordo com as leis do nosso Estado". Separa ainda o Direito das Obrigações em Contratos, Delitos, Quase-Contratos e Quase-Delitos.
Hoje em dia, obrigação, tal como é aplicada no Direito Civil, significa um vínculo jurídico (vinculum iuris) pelo qual uma ou mais partes (obrigados) são obrigadas a praticar ou a abster-se de praticar uma conduta específica (prestação). Assim, uma obrigação abrange ambos os lados da equação: tanto o dever do obrigado (devedor) de prestar a prestação como o direito do obrigatário (credor) de a receber. Distingue-se do conceito de obrigação do Direito Consuetudinário, que abrange apenas o aspeto do dever.
Toda a obrigação tem quatro requisitos essenciais, também designados por elementos da obrigação. São eles:
1. obrigado (devedor): obrigante obrigado a cumprir a obrigação; aquele que tem um dever.
2. obrigatário (credor): obrigante com direito a exigir o cumprimento da obrigação; aquele que tem um direito.
3. objeto: a prestação a oferecer.
4. um vínculo jurídico (vinculum iuris): a causa que vincula ou conecta os obrigados à prestação.

## Classificação no Direito Romano

### Contratos
Um contrato pode ser amplamente definido como um acordo executável por lei. Gaio classificou os contratos em quatro categorias, que são: contratos consensu, contratos verbais, contratos re e contratos litteris. Mas esta classificação não pode abranger todos os contratos, como os pactos e os contratos inominados; portanto, já não é usada. De acordo com muitos juristas modernos, a classificação mais importante dos contratos é a dos Contratos Consensuais, que apenas exigem o consentimento das vontades para criar obrigações, e os Contratos Formais, que devem ser concluídos numa forma específica para serem válidos (por exemplo, em muitos países europeus, um contrato que regula a compra de imóveis deve ser concluído numa forma escrita especial que seja validada por um notário público ou tabelião).

### Delitos
No Direito Romano, a obligatio ex delicto é uma obrigação criada em resultado de um Delito. Embora o "delito" em si nunca tenha sido definido pelos jurisprudentes romanos, os delitos eram geralmente compostos por atos prejudiciais ou ilícitos, variando desde os cobertas pelo Direito Penal de hoje, como o furto (furtum) e o roubo (rapina), até às geralmente resolvidas em disputas civis nos tempos modernos, como a difamação, uma forma de iniuria (injustiça). As obligationes ex delicto podem, portanto, ser caracterizadas como uma forma de punição privada, mas também como uma forma de compensação por perda.

### Quase-contratos
Os quase-contratos são supostamente fontes de obrigações muito semelhantes aos contratos, mas a principal diferença é que não são criados por um acordo de vontades. Os principais casos são a negotiorum gestio (gestão de negócios de outrem sem a sua autorização), o enriquecimento sem causa e a solutio indebiti. Esta classificação romana é bastante controversa para os padrões de hoje, uma vez que muitos destes casos seriam considerados completamente diferentes dos contratos (mais notavelmente o enriquecimento sem causa) e, em vez disso, seriam classificados como delitos ou fontes especiais de obrigações. Formam-se por implicação de circunstâncias, independentemente do consentimento ou dissidência das partes. São chamados de quase-contratos. A seguir apresentam-se os exemplos de obrigações quase-contratuais ao abrigo do Direito Romano.

### Quase-delitos
Esta designação compreende um grupo de ações muito semelhantes aos delitos, mas sem um dos seus elementos-chave. Historicamente, inclui res suspensae, responsabilidade por coisas despejadas ou atiradas para fora dos edifícios, responsabilidade dos carregadores/estalajadeiros/estribeiros de cavalariças e juízes errantes. Por exemplo, a responsabilidade dos estalajadeiros cria obrigações quando certos objetos deixados pelos hóspedes na estalagem são destruídos, danificados ou perdidos pelos assistentes ou empregados do estalajadeiro. Neste caso, o estalajadeiro é responsável pelos danos na propriedade do hóspede, mesmo que não os tenha causado pessoalmente.

### Objeto
As obrigações classificam-se de acordo com a natureza da prestação:
- obrigação real: relacionada de alguma forma com bens imóveis[17]
- obrigação de dar: obrigações de dar posse ou gozo[18]
  - obrigação específica: entrega de uma coisa determinada quando esta é particularmente designada ou fisicamente separada de todas as outras da mesma classe[19]
  - obrigação genérica: entrega de uma coisa genérica[19]
- obrigação pessoal: compromissos de fazer ou não fazer todo o tipo de trabalho ou serviço[19]
  - obrigação pessoal positiva: compromisso ou obrigação de fazer[19]
  - obrigação pessoal negativa: tolerância ou obrigação de não fazer[19]